# Hasan bey Zardabi

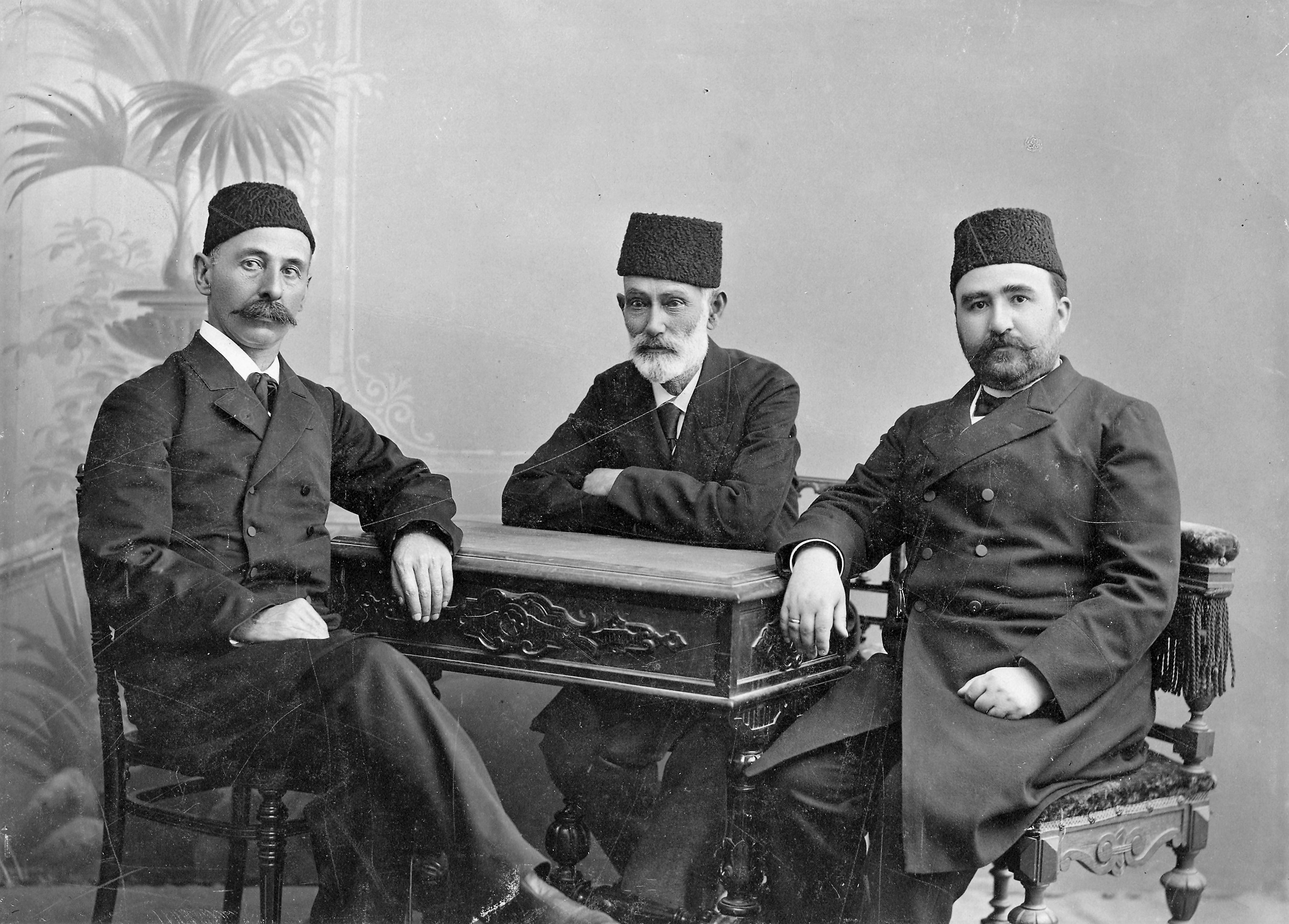
Ismayil Gaspirali, Hasan bey Zardabi et Alimardan bey Topchubashov

Hasan bey Zardabi (Həsən bəy Səlim bəy oğlu Zərdаbi, né le 28 juin 1837 - selon certaines sources en 1842 - dans le village de Zardab du district de Goytchay de l'Empire Russe) est un publiciste, éducateur et personnage public.

## Éducation
Hasan Bey, qui fait ses études primaires auprès des mollas, est admis en 1854 en deuxième année du pensionnat créé près l'école de Chamakhi à quatre niveaux, qu’il termine avec succès. En 1858, il entre en 5e année du pensionnat des nobles près du gymnase, ouezd de Tbilissi et le termine avec succès. En 1861, il entre au département de physique et mathématiques de l'Université d'État de Moscou qui ouvre de grandes perspectives pour le développement futur de Zardabi et a un impact significatif sur la formation de sa vision du monde. En 1865 Hasan bey Zardabi obtient le diplôme de l'Université de Moscou.

## Activité pédagogique
Le 18 novembre 1869, Hasan bey Zardabi est nommé professeur d'Histoire de la nature au Gymnase Réel de Bakou. Il a fait de son mieux pour éduquer le peuple, diriger l'éducation des écoliers dans la bonne direction et lutter pour la liberté et l'évolution du peuple. Face au sort des pauvres et des orphelins qui étudient à l'école, Zardabi organise une association caritative pour les aider et organiser un orphelinat pour les enfants qui traînent dans les rues.
En 1873, il organise la présentation de la comédie Haji Gara du dramaturge M.F. Akhundov avec la participation étroite de Nadjaf bey Vezirov et Asgarbey Adigozalov, dans l'une des salles du Gymnase. Ainsi, la fondation du Théâtre national d'Azerbaïdjan est posée.
Hasan-bey Zardabi est entré dans l'histoire de l'Azerbaïdjan en tant que rédacteur en chef du premier journal azerbaïdjanais Ekintchi.